# 남아프리카 연방
남아프리카 연방(영어: Union of South Africa, 네덜란드어: Unie van Zuid-Afrika, 아프리칸스어: Unie van Suid-Afrika, 문화어: 남아프리카 련방) 또는 남아프리카 연합은 1910년부터 1961년 사이 아프리카 대륙 남단부에 있던 나라로, 오늘날 남아프리카 공화국의 전신이다.

## 건국
연방 건설 이전까지 남아프리카의 케이프주, 나탈주 지역은 영국이 지배했었다. 남아프리카에는 유럽인들이 대다수 거주했는데, 영국계 이외에도 17세기 중반 남아프리카에 식민지를 세운 네덜란드 이주민들의 후손인 보어인이 있었다.
1899년, 보어인이 살고 있던 지역까지 영토를 늘리려던 영국인들과 보어인들 사이에 보어 전쟁이 일어났다. 영국군이 우세를 보였으나 보어인은 유격전을 통하여 영국군에게 타격을 주었다. 1902년에 보어인들이 평화 협상을 제안하면서 전쟁이 끝났고, 양측의 화해를 위해 1910년 남아프리카 연방이 건국되었다. 1934년에는 영국 의회에서 남아프리카 지위법이 통과, 주권국가가 되었다.

## 연방의 형태
남아프리카 연방은 캐나다, 오스트레일리아처럼 영국의 군주를 국가 원수로 하였으며, 오렌지 자유국주, 나탈주, 케이프주, 트란스발주의 4개 주로 이루어진 연방이었다. 남아프리카 정부는 현재의 나미비아인 남서아프리카를 5번째의 주로 취급했으나, 공식적으로 인정받은 것은 아니었다.

## 세 개의 수도
연방을 구성하는 4개 주 가운데, 힘이 미약했던 나탈주를 제외한 3개 주가 각각 남아프리카의 행정수도(트란스발주의 주도 프리토리아), 입법수도(케이프주의 주도 케이프타운), 사법수도(오렌지 자유주의 주도 블룸폰테인)를 나누어 가졌다.

## 종말
1950년대 이후 아파르트헤이트 체제가 강화되고 이에 따른 국제사회의 비난이 짙어지자, 남아프리카의 백인 정권은 1961년에 영연방 탈퇴 여부(與否)를 묻는 국민투표를 실시하였다. 투표 결과, 나탈주를 제외한 3개 주에서 영연방 탈퇴의 찬성표가 다수를 점하여, 남아프리카 연방은 영연방에서 탈퇴와 동시에 공화국이 되었다.

## 기타
- 남아프리카 연방은 한국 전쟁 당시 참전 16개국 중 하나이자 아프리카 국가 중 에티오피아와 함께 참전한 국가이다.
- 남아프리카 연방은 영국의 자치령이고 1934년 웨스트민스터 헌장을 반포해 주권을 가진 자치국(대영제국 자치령)이 되었다.

## 같이 보기
- 바수톨란드
- 남서아프리카
- 남로디지아